# 前川俊一 (経済学者)
前川 俊一（まえかわ しゅんいち、1950年 - ）は、日本の経済学者、不動産鑑定士。明海大学不動産研究センター長や、慶應義塾大学大学院招聘教授を経て、椙山女学園大学教授、明海大学名誉教授。元日本不動産金融工学学会会長。

## 経歴・人物
長野県生まれ。1973年中央大学商学部会計学科卒業。1976年中央大学大学院経済学研究科修士課程修了。1982年不動産鑑定士。1995年論文「土地市場と土地政策の経済分析」により中央大学より博士（経済学）の学位を取得。専門は公共経済学、不動産経済学。
日本不動産研究所研究部主任研究員を経て、1992年明海大学不動産学部専任講師。明海大学不動産学部助教授、ケンブリッジ大学土地経済学部客員研究員、明海大学不動産学部教授を経て、2004年慶應義塾大学大学院政策・メディア研究科招聘教授、国土交通省国土審議会土地政策分科会特別委員、国土審議会土地政策分科会企画部会委員、国土審議会土地政策分科会鑑定評価部会委員。
2005年日本不動産金融工学学会副会長。2006年明海大学不動産学部不動産研究センター長。2012年国土交通省国土審議会土地政策分科会鑑定評価部会部会長。2013年日本経済政策学会常務理事。2015年日本不動産金融工学学会会長。2017年椙山女学園大学現代マネジメント学部教授、明海大学名誉教授。

## 著書
- 『地価の変動に関する研究』日本経済研究センター 1993年
- 『不動産経営論 : 不動産業の経営分析と不動産投資分析』清文社 1994年
- 『土地市場論 : 土地市場と土地政策の経済分析』清文社 1996年
- 『不動産学の基礎』（高辻秀興と共編著）放送大学教育振興会 1997年
- 『不動産投資分析論 : 金融理論との融合をめざして』清文社 1999年
- 『不動産経済学』プログレス 2003年
- 『不動産投資のためのファイナンス入門』プログレス 2014年

## 受賞
- 日本不動産学会論文賞 2013年[2][4]
- 日本応用経済学会学術論文賞 2016年[2][4]